# 克拉德尼夫
51°1′46″N 23°57′31″E / 51.02944°N 23.95861°E
克拉德尼夫（烏克蘭語：Кладнів），是烏克蘭西北部的村莊，隸屬沃倫州的沃洛德米爾區。該村處於西布格河畔，始建於1565年，海拔高度175米，2001年人口4。